# Heterorachis tanala
Heterorachis tanala är en fjärilsart som beskrevs av Claude Herbulot 1965. Heterorachis tanala ingår i släktet Heterorachis och familjen mätare. Inga underarter finns listade i Catalogue of Life.